# Montefiascone
Montefiascone település Olaszországban, Viterbo megyében. Lakosainak száma 12 955 fő (2023. január 1.). Montefiascone Marta, Bolsena, Viterbo és Bagnoregio községekkel határos.

## Népesség
A település népessége az elmúlt években az alábbi módon változott:
| Lakosok száma | 13 454 | 13 498 | 12 955 |
|               | 2017   | 2018   | 2023   |